# Fort Yates
Fort Yates – miasto w Stanach Zjednoczonych, w stanie Dakota Północna,  siedziba administracyjna hrabstwa Sioux, położone na zachodnim brzegu jeziora zaporowego Oahe, na rzece Missouri.